# Odinia ornata
Odinia ornata är en tvåvingeart som beskrevs av Zetterstedt 1838. Odinia ornata ingår i släktet Odinia och familjen tickflugor. Arten är reproducerande i Sverige. Inga underarter finns listade i Catalogue of Life.